# Джон Беглі (баскетболіст)
Джон Едвард «Бегс» Беглі (англ. John Edward "Bags" Bagley, нар. 23 квітня 1960, Бриджпорт, Коннектикут, США) — американський професіональний баскетболіст, що грав на позиції розігруючого захисника за декілька команд НБА.

## Ігрова кар'єра
На університетському рівні грав за команду Бостон Коледж (1979–1982). 1981 року був визнаний найкращим баскетболістом конференції. Був лідером команди та допоміг їй дійти до чвертьфіналу турніру NCAA. 25 лютого 2017 року його ігровий номер був закріплений за ним на церемонії у Бостон Коледж.
1982 року був обраний у першому раунді драфту НБА під загальним 12-м номером командою «Клівленд Кавальєрс». Захищав кольори команди з Клівленда протягом наступних 5 сезонів.
З 1987 по 1989 рік грав у складі «Нью-Джерсі Нетс», куди разом з Кітом Лі був обміняний на Дерріла Докінса та Джеймса Бейлі.
1989 року перейшов до «Бостон Селтікс», у складі якої провів наступні 4 сезони своєї кар'єри.
Останньою ж командою в кар'єрі гравця стала «Атланта Гокс», до складу якої він приєднався 1993 року і за яку відіграв лише три матчі, після чого був відрахований з команди.

## Статистика виступів в НБА

### Регулярний сезон
| Сезон             | Команда              | GP  | GS  | MPG  | FG%  | 3P%  | FT%   | RPG | APG | SPG | BPG | PPG  |
| ----------------- | -------------------- | --- | --- | ---- | ---- | ---- | ----- | --- | --- | --- | --- | ---- |
| 1982–83           | «Клівленд Кавальєрс» | 68  | 3   | 14.6 | .432 | .000 | .762  | 1.4 | 2.5 | 0.8 | 0.1 | 5.7  |
| 1983–84           | «Клівленд Кавальєрс» | 76  | 19  | 22.5 | .423 | .118 | .793  | 2.1 | 4.4 | 1.0 | 0.1 | 8.9  |
| 1984–85           | «Клівленд Кавальєрс» | 81  | 65  | 29.6 | .488 | .115 | .749  | 3.6 | 8.6 | 1.6 | 0.1 | 9.9  |
| 1985–86           | «Клівленд Кавальєрс» | 78  | 77  | 31.7 | .423 | .243 | .791  | 3.5 | 9.4 | 1.6 | 0.1 | 11.7 |
| 1986–87           | «Клівленд Кавальєрс» | 72  | 67  | 30.3 | .426 | .301 | .831  | 3.5 | 5.3 | 1.3 | 0.1 | 10.7 |
| 1987–88           | «Нью-Джерсі Нетс»    | 82  | 74  | 33.8 | .439 | .292 | .822  | 3.1 | 5.8 | 1.3 | 0.1 | 12.0 |
| 1988–89           | «Нью-Джерсі Нетс»    | 68  | 20  | 24.1 | .416 | .204 | .724  | 2.1 | 5.8 | 1.1 | 0.1 | 7.4  |
| 1989–90           | «Бостон Селтікс»     | 54  | 17  | 20.3 | .459 | .056 | .744  | 1.6 | 5.5 | 0.7 | 0.1 | 4.3  |
| 1991–92           | «Бостон Селтікс»     | 73  | 59  | 23.9 | .441 | .238 | .716  | 2.2 | 6.6 | 0.8 | 0.1 | 7.2  |
| 1992–93           | «Бостон Селтікс»     | 10  | 0   | 9.7  | .360 | .000 | .833  | 0.7 | 2.0 | 0.2 | 0.0 | 2.3  |
| 1993–94           | «Атланта Гокс»       | 3   | 0   | 4.3  | .000 | –    | 1.000 | 0.3 | 1.0 | 0.0 | 0.0 | 0.7  |
| Усього за кар'єру | Усього за кар'єру    | 665 | 401 | 25.7 | .437 | .241 | .779  | 2.6 | 6.0 | 1.1 | 0.1 | 8.7  |

### Плей-оф
| Сезон             | Команда              | GP | GS | MPG  | FG%  | 3P%  | FT%  | RPG | APG  | SPG | BPG | PPG  |
| ----------------- | -------------------- | -- | -- | ---- | ---- | ---- | ---- | --- | ---- | --- | --- | ---- |
| 1985              | «Клівленд Кавальєрс» | 4  | 4  | 42.0 | .393 | .000 | .700 | 4.0 | 10.0 | 2.5 | 0.0 | 12.8 |
| 1990              | «Бостон Селтікс»     | 5  | 0  | 14.0 | .533 | .000 | .750 | 0.8 | 3.4  | 0.8 | 0.2 | 3.8  |
| 1992              | «Бостон Селтікс»     | 10 | 10 | 30.8 | .442 | .250 | .703 | 2.7 | 8.5  | 0.9 | 0.1 | 11.1 |
| Усього за кар'єру | Усього за кар'єру    | 19 | 14 | 28.7 | .434 | .125 | .706 | 2.5 | 7.5  | 1.2 | 0.1 | 9.5  |